# Наумов Віталій Валерійович
Віталій Валерійович Наумов (3 липня 1977 — 8 листопада 2022, біля с. Водяне, Донецька область) — український військовослужбовець, солдат Збройних сил України, учасник російсько-української війни. Почесний громадянин міста Тернополя (2022, посмертно).

## Життєпис
Віталій Наумов народився 3 липня 1977 року.
До повномасштабного російського вторгнення в Україну працював у Торговому домі «Кам'яниця». Був кухарем однієї з військових частин.
Загинув 8 листопада 2022 року біля с. Водяне на Донеччині, під час артилерійського обстрілу.
Похований 14 листопада 2022 року на Алеї Героїв Микулинецького кладовища м. Тернополя.
Залишились дружина та троє дітей.

## Нагороди
- почесний громадянин міста Тернополя (19 грудня 2022, посмертно) — за вагомий особистий внесок у становленні української державності та особисту мужність і героїзм у виявленні у захисті державного суверенітету та територіальної цілісності України[1].